# Aeropista de Real del Castillo
La Aeropista de Real del Castillo o Aeropista de Ojos Negros (IATA: ninguno, OACI: ninguno) es una pista de tierra localizada en Ojos Negros, Ensenada, Baja California, México, un pueblo localizado a 38 km de Ensenada en medio del Valle de Ojos Negros. Actualmente solamente ofrece servicio de aviación general y ha sido utilizada como pista de aterrizaje alterna al Aeropuerto de Ensenada durante la carrera Baja 1000. El código RCO es usado como identificador.

## Vuelos de entrenamiento
| Aerolíneas                         | Destinos          |
| ---------------------------------- | ----------------- |
| Instituto Aeronáutico del Noroeste | Ensenada, Tijuana |